# Republica Autonomă Sovietică Socialistă Kirghiză (1926–1936)
Republica Autonomă Sovietică Socialistă Kirghiză (în kîrgîză Кыргыз Советтик Социалисттик Республикасы; în rusă Киргизская Советская Социалистическая), pe scurt RASS Kirghiză, a fost una dintre republicile constituente ale Uniunii Sovietice, care a existat între 1926 și 1936.
RASS Kirghiză a fost înființată la 1 februarie 1926, prin transformarea regiunii autonome Kirghize⁠(ru)[traduceți]. La 5 decembrie 1936 RASS Kirghiză a fost transformată în Republica Sovietică Socialistă Kirghiză.